# Sesbania brachycarpa
Sesbania brachycarpa är en ärtväxtart som beskrevs av Ferdinand von Mueller. Sesbania brachycarpa ingår i släktet Sesbania och familjen ärtväxter. Inga underarter finns listade i Catalogue of Life.